# أحمد خان (ممثل)
أحمد خان هو كاتب سيناريو ومصمم رقص ومنتج أفلام ومؤلف ومخرج وممثل هندي، ولد في 3 يونيو 1974 في الهند.

## أعمال

### أفلام
- (2007) الخداع والنهاية
- (2010) مدرسة

## وصلات خارجية
- أحمد خان على موقع IMDb (الإنجليزية)
- أحمد خان على موقع ألو سيني (الفرنسية)
- أحمد خان على موقع أول موفي (الإنجليزية)
- أحمد خان على موقع قاعدة بيانات الفيلم (الإنجليزية)
- أحمد خان على موقع كينوبويسك (الروسية)
- أحمد خان على موقع كينوبويسك (الروسية)